# Macrostomum
Macrostomum és un gènere de platihelmint cosmopolita, del que se'n coneixen més de cent espècies. Aquestes planàries hermafrodites i de vida lliure són de mida petita, amb espècies grans que arriben a mesurar només uns 5 mm (p.e. Macrostomum tuba). Normalment són transparents, i les espècies més petites tenen una aparença més aviat arrodonida i no pas aplanada.

## Nom
El mot Macrostomum, que significa "de boca grossa", deriva del Grec μάκρος makros, "gran", i στόμα, stoma, "boca". En comparació amb altres turbel·laris, les espècies de Macrostomum certament presenten una boca allargada, connectada a l'intestí per una faringe muscular que es pot expandir, en algunes espècies, fins a pràcticament tota l'amplada de l'animal.

## Ecologia
Les espècies de Macrostomum habiten diferents entorns aquàtics o humits. Les espècies marines i d'aigües salabroses normalment són intersticials (viuen en l'espai entre els granets de sediment), mentre que les espècies d'aigua dolça sovint es troben associades a plantes aquàtiques. Molts d'aquests cucs petits s'alimenten d'algues unicel·lulars com les diatomees, altres de zooplàncton o d'invertebrats bentònics més petits.

## Taxonomia
Aquest gènere inclou l'espècie Macrostomum lignano, un organisme model per a estudis de diferents àrees de la biologia, incloent desenvolupament, regeneració, biologia de les cèl·lules mare, envelliment, toxicologia, genòmica, i evolució.
Algunes de les espècies conegudes de Macrostomum són:
- M. acus
- M. acutum
- M. aegyptium
- M. amaniense
- M. amurense
- M. appendiculatum
- M. astericis
- M. auriculatum
- M. australiense
- M. axi
- M. balticum
- M. baringoense
- M. bellebaruchae
- M. bicurvistyla
- M. boreale
- M. brevituba
- M. burti
- M. cairoense
- M. calcaris
- M. caprariae
- M. carolinense
- M. catarractae
- M. ceylanicum
- M. christinae
- M. clavistylum
- M. clavituba
- M. collistylum
- M. contortum
- M. coomerensis
- M. coxi
- M. curvata
- M. curvistylum
- M. curvituba
- M. delphax
- M. deltanensis
- M. distinguendum
- M dorsiforum
- M. elgonense
- M. ensiferum
- M. ermini
- M. evelinae
- M. extraculum
- M. fergussoni
- M. finlandense
- M. flexum
- M. frigorophilum
- M. gallicum
- M. galloprovinciale
- M. georgeense
- M. gilberti
- M. glochistylum
- M. goharii
- M. gracile
- M. graffi
- M. granulophorum
- M. greenwodi
- M. guttulatum
- M. hamatum
- M. hofsteni
- M. hystricinum
- M. hystrix
- M. ideficis
- M. incurvatum
- M. inductum
- M. inflatum
- M. infundibuliferum
- M. intermedium
- M. ismailiensis
- M. japonicum
- M. johni
- M. karlingi
- M. kepneri
- M. korsakovi
- M. leptos
- M. lewisi
- M. lignano
- M. lineare
- M. longistyliferum
- M. lutheri
- M. magnacurvituba
- M. majesticis
- M. mediterraneum
- M. megalogastricum
- M. minutum
- M. mosquense
- M. mystrophorum
- M. nairobiense
- M. nassonovi
- M. niloticum
- M. norfolkensis
- M. obelicis
- M. obtusa
- M. obtusum
- M. ontarioense
- M. orthostylum
- M. parmum
- M. peteraxi
- M. phillipsi
- M. phocurum
- M. pithecusae
- M. platensis
- M. poznaniense
- M. prognosticis
- M. pseudoobscurum
- M. puntapiedrensis
- M. purpureum
- M. pusillum
- M. quiritium
- M. rectum
- M. recurvostylum
- M. retortum
- M. reynoldsi
- M. reynoldsoni
- M. rhabdophorum
- M. riedeli
- M. romanicum
- M. rostratum
- M. rubrocinctum
- M. ruebushi
- M. saifunicum
- M. salemensis
- M. schmitti
- M. semicirculatum
- M. sensitivum
- M. setosum
- M. shenandoahense
- M. silesiacum
- M. sinensis
- M. sinyaense
- M. spirale
- M. stepposus
- M. stylopensillum
- M. subterraneum
- M. tennesseense
- M. tenicauda
- M. thermale
- M. thingithuense
- M. timavi
- M. troubadicus
- M. truncatum
- M. tuba
- M. uncinatum
- M. vejdovskyi
- M. velastylum
- M. virginianum
- M. xiamensis